# Еуген Савојски
Еуген Савојски (Париз, 18. октобар 1663 — Беч, 21. април 1736) је био кнез, аустријски војсковођа и државник. Сматран је највећим војсковођом свог времена. Потомак је кнежева од Карињана, иначе споредне линије династије Савоја. Овај човек, који је био странац у Хабзбуршкој монархији, заиста је волео своју другу отаџбину, а волео је и царски дом. Пореклом Италијан, по одгоју Француз, постао је једна од најистакнутијих особа у Аустрији, ратујући под девизом „Аустрија изнад свега”. Одбачен од Луја  због свог изгледа, са осамнаест година је ступио у царску војску, веома брзо напредовао у служби и извојевао низ веома значајних победа за Хабсбуршку монархију током блиставе педесетдвогодишње војничке каријере, предводећи царску војску у ратним метежима крајем XVII и почетком XVIII века када се Европа одбранила од Турака, распадала се царства и настајали замеци великих националних држава у средњој и западној Европи.
Од дана када је постао главнокомандујући царске војске до зенита своје војничке каријере територија Хабзбуршке монархије увећана је за више него дупло. Сем што је предводио Аустријанце на бојном пољу стизао је да обавља и бројне државничке послове које су му поверавали цареви које је служио. Био је први генерал после Монтекуколија који је постао председник Дворског ратног савета, најважније војне институције у Царству. У исто време је био војсковођа и обављао посао гувернера Холандије. Али овај велики генерал је стизао да се докаже и на другим пољима. Слободно време је попуњавао преписком са филозофима, међу којима се истиче Готфрид Вилхелм Лајбниц. Потомства није имао, али је човечанству оставио велелепни дворац Белведере у Бечу и још низ објеката величанствене архитектуре широм Хабсбуршке монархије. После смрти, од библиотеке принца Еугена, која је била чувена по великом броју књига, настала је Аустријска национална библиотека. Многим уметницима је био мецена, од којих су остала значајна дела.

## Биографија

### Порекло и младост
Рођен је у Паризу, у Хотелу Соасон, 18. октобра 1663. године. Еугенови родитељи су пореклом Италијани. Његова мајка, Олимпија Манћини, била је Мазаренова синовица и он ју је 1647. године из Рима довео у Париз, где је у краљевској палати одрастала поред краља Луја XIV. Надала се да би могла постати краљица, али после Лујеве женидбе она се 1657. године удала за Еугена Мауриција, најмлађег сина Томе Франца, принца карињанског и грофа соасонског, и најмлађег брата грофа Витора Амадеа Савојског, који је био ожењен ћерком Анрија IV, француског краља. Еуген Маурицио и Олимпија су имали петорицу синова, од којих је Еуген био најмлађи, и три ћерке. Постојале су сумње да је био ванбрачни син Луја XIV, мада је Луј снажно трудио да оповргне ове сумње. Родитељи су мало времена проводили са децом. Еуген Маурицио је био војник у француској војсци, заповедник од Кампање и шеф Швајцарске гарде, и доста времена је проводио на фронту, док је Олимпија била склона судским интригама и деци је посвећивала врло мало пажње. Године 1673. је чак пала сумња на њу да је отровала свог мужа, а потом да је чак и планирала убиство краља. Не чекајући суђење 1680. године је из Француске отишла за Брисел остављајући Еугена да га пазе његова бака, Марија де Бурбон-Соасон, принцеза од Kарињана, и тетка, Луиза Кристина, маркгрофица од Баден-Бадена, мајка принца Лудвига Вилхелма Баденског. Са десет година, процењујући да је Еуген психички и физички слаб да издржи напоре војничког живота краљ је одредио да треба да се посвети духовном животу. Али Еуген ни најмање није марио за овим животом; читао је преко воље свој требник, а на против није се могао растати од Курција, Тацита и Цезара. Тадашње ратно доба Луја XIV утицало је на њега више него витешка дела што их је у тим књигама читао. Фебруара 1683. године млади принц је све изненадио својом намером да приступи војсци. Када је замолио Луја XIV да му да место у војсци, краљ, који није показивао наклоност према Олимпијиној деци после њеног одласка за Брисел, одбио је његов захтев и био врло непријатно изненађен што Еуген, када је дошао код њега на аудијенцију није, као плашљиви племићи из Версаја, пребледео пред краљевским величанством и што није као они пао ничице када га је краљ упитао шта жели.

### Војна каријера
Студирао је математику и природне науке. Ступио је у аустријску војску након неуспелог покушаја да буде примљен у француску армију. Истакнувши се у рату против Турака код Беча, Пеште и Београда и против Француза у Пијемонту постао је генерал, а 1693. и фелдмаршал. Од 1703. до смрти био је председник Дворског ратног савета. Био је исто толико способан државник и политичар колико и војсковођа, па је имао велики утицај на вођење послова у Аустрији прве половине 18. века.
Његове победе над Турцима (предвођеним султаном) код Сенте 1697. (битка код Сенте), код Петроварадина 1716. и код Београда 1717. (опсада Београда), значиле су прекид турских освајања у Европи, а резултати тих победа, био је Карловачки 1699, односно Пожаревачки мир (1718), којим је Аустрија стекла велике делове Хрватске и Славоније, Банат, северну Србију, део Босне, Влашке, Угарске и Ердељ, значили су учвршћење Аустрије у Подунављу. Победе Еугена Савојског над Французима у Рату за шпанско наслеђе (1701—1709) значиле су истовремено јачање аустријских позиција у западној Европи, где је Француска била у првом плану политичких збивања.
Много је утицао на уређење Србије за време аустријске окупације 1718—1739. У Београдској тврђави се капија Карла VI често погрешно назива капија принца Евгенија или капија Еугена Савојског, а доскора су постојали и остаци његовог двора на Дорћолу у Београду.
Поткрај живота суделовао је с мање успеха и у Рату за пољско наслеђе. Неко време био је царски намесник у Италији и Фландрији. У свом дворцу Белведере (на италијанском „леп видик") у Бечу скупио је вредну збирку уметничких дела и велику библиотеку. Пореклом Италијан, по васпитању Француз, постао је једна од најистакнутијих особа у Аустрији, ратујући под девизом "Аустрија изнад свега".
Године 1697. цар Светог римског царства Леополд I, у складу с тадашњим обичајима, а за посебне заслуге у победи над Турцима код Сенте, подарио му имање у јужној Барањи. У склопу имања налазило се 13 села, којима је касније додано још 6 села, површине око 800 km². За седиште имања власник је изабрао село Биље, где је између 1707. и 1712. саградио дворац. Цело имање добило је име Беље по мађарском изговору имена тог села Bellye.

## Занимљивости
После смрти Еугена Савојског, који је био нежења и није имао директних наследника, почев од 1736. па до краја Првог светског рата, Беље је било наизменично у власништву аустријског двора и појединих припадника његовог племства.
Нацистичка 7. СС добровољачка брдска дивизија, састављена од немачког становништва са подручја где је некада ратовао, добила је име по њему Принц Еуген.
За време Другог светског рата, када су нацисти окупирали Југославију, план је био да се Београд преименује у "Prinz Eugen Stadt" (Принц Еугенов Град) по Еугену Савојском.